# 白山神社 (郡上市大和町大間見)
白山神社（はくさんじんじゃ）は、岐阜県郡上市大和町大間見（郡上郡弥富村大字大間見→郡上郡大和町大間見）に鎮座する神社（白山神社）。
大間見白山神社とも称する。
郡上市大和町大間見には白山神社が2個所存在する。ここでは旧・郷社の白山神社（郡上市大和町大間見1829鎮座）について記述する。

## 概要
養老五年（721年）、人々の懇請を受け、大間見村の坪井重光が加賀国白山に登り、泰澄から白山比咩神社（白山三社）の神を賜り、創建したという。
1872年（明治5年）に郷社となる。1952年（昭和27年）に岐阜県神社庁より銀幣社の指定を受ける。

## 主祭神
- 菊理姫命
- 伊弉諾尊
- 伊弉冉尊

## 境内社
- 諏訪神社[2]

## 文化財
- 大神楽

郡上市の重要無形民俗文化財（2000年（平成12年）5月15日指定）

## 天然記念物
- 奥大間見白山神社のスギ

郡上市の天然記念物（1978年（昭和53年）12月25日指定）